# Abrochia discoplaga
Abrochia discoplaga är en fjärilsart som beskrevs av William Schaus 1905. Abrochia discoplaga ingår i släktet Abrochia och familjen björnspinnare. Inga underarter finns listade i Catalogue of Life.